# 주세페 오키알리니
주세페 오키알리니(이탈리아어: Giuseppe Occhialini, IPA: [dʒuˈzɛppe okkjaˈlini], 1907년 12월 5일 – 1993년 12월 30일)는 이탈리아의 물리학자이다. 1947년에 세실 프랭크 파월 등과 함께 파이온을 발견했다. 밀라노 대학교에서 교수로 재직한 적이 있다. 1979년 울프 물리학상 수상자이다.